# Strange Highways
Strange Highways – szósty studyjny album amerykańskiej grupy metalowej Dio, wydany w 1994 roku.

## Lista utworów
1. "Jesus, Mary & the Holy Ghost" – 4:13
2. "Firehead" – 4:06
3. "Strange Highways" – 6:54
4. "Hollywood Black" – 5:10
5. "Evilution" – 5:37
6. "Pain" – 4:14
7. "One Foot in the Grave" – 4:01
8. "Give Her the Gun" – 5:58
9. "Blood from a Stone" – 4:14
10. "Here's to You" – 3:24
11. "Bring Down the Rain" – 5:45

## Twórcy
- Ronnie James Dio – śpiew
- Tracy G – gitara
- Jeff Pilson – gitara basowa, keyboard
- Vinny Appice – perkusja